# ナルコティクス・アノニマス

ナルコティックス・アノニマス(NA)のロゴ

ナルコティックス・アノニマス（Narcotics Anonymous）は薬物によって大さな問題を抱えた仲間同士が薬物問題を解決したいと願う相互援助（自助グループ）の集まりで、直訳すると「匿名の薬物依存症者たち」の意味である。略してNAと呼ばれる。
NAはさまざまな薬物乱用の問題をかかえた人々のために開発・発展された伝統的な12ステップモデルを使用しており、12ステップを使用する団体の中では2番目に大きい規模を有する。
2014年5月の時点で、132か国に63,000以上の団体をもつ。
日本国内にも全国にミーティング会場がある。
加入するためには、薬物乱用を止めたいと考えていることが唯一の条件であり、入会金、会費はない。
会員はまず、自分自身が薬物依存であって、薬物使用によって生活に問題を生じていることを認めることから始め、会員相互に経験や告白を交換し、支援しあう。しかし、その手法の有効性を示すエビデンスはない。

## NAのプログラム

### 会員と組織
NAの第3の伝統によると、会員になる唯一の要件は「（薬物の）使用を止めたいと考えていること」だけである。
NAのミーティングは、会員が定期的に薬物使用を止め続けることを相互に助け合うことができる場であるとしている。
NAの入会費は無料であり、会費、料金もない。
NAプログラムの基盤は「12のステップ」および「12の伝統」である。
NAは、政治、科学、薬学の問題も含む「外部の問題にはいかなる意見も持たない」。また、外部のいかなる組織、機関をも支持しない。NAは自分自身を宣伝せず、むしろ公開情報とアウトリーチによって会員を集める。ただし、裁判の判決やリハビリテーション・プログラムとしてNAに強制加入させられる場合もある。
NAグループとNAエリアは、NAプログラムに関する事実に基づく情報を外部団体に提供し、また個々の会員はNAのメッセージを病院やその他の施設（回復センターや刑務所）で語ることが許されている。

## 歴史
NAは、1930年代中頃にアルコホーリクス・アノニマス・プログラムから派生して、ジェームズ・キノン(Jimmy Kinnon)が共同設立者となって生まれた 。
最初の会合は1950年代前半のアメリカ合衆国カリフォルニア州のロサンゼルス分区で開催された。NAプログラムが公式に設立したのは1953年で、初めはアメリカ合衆国内の小規模なムーブメンだったが、この種の団体の中では最も古く大規模なものの一つに成長してきた。

### 先行する試み
アルコホーリクス・アノニマス(AA)は12ステップを採用した最初の団体であるが、その12ステップを用いて、薬物や飲酒問題を抱える多くの人々が節制を手に入れてきた。
4番目の伝統に基づき、AAグループ会員の集会にアルコール以外の物質の依存者を包摂するか排除するかは、それぞれのAAグループの自治に任されていた。というのは、飲酒を辞めたい希望を表明したものだけが会員集会に参加できることになっているためだ。会員に限定されないAAの集会では、アルコール依存者以外の人も歓迎される。
1944年頃、AAの共同設立者ビル・ウィルソンが薬物依存者のための別の結社を企画した。
1947年、NARCO（別名アディクツ・アノニマス）がケンタッキー州レキシントンにある合衆国健康サービスの治療センターで、収監者を対象とした週1回の会合を始め、20年続いた。
1948年、あるNARCOのメンバーがニューヨーク州ニューヨークシティーのニューヨーク収監システムの中で「ナルコティクス・アノニマス」と呼ばれる（同名の）結社を作ったが、長くは続かなかった。

### 初期のNA
1953年、ナルコティクス・アノニマス（もともとはAA/NAと名乗っていた）がジミー・キノンらによってカリフォルニア州で設立された。
それ以前の団体とは異なり、NAは相互支援グループを形成した。創設メンバーはほとんどがAAからの移行者だったが、議論の結果、AAの12の伝統を設定した。1953年9月14日、NAがAAの名称を使うのを止めることを条件としてAAの12ステップと伝統を使うことをAAが承認し、こうしてナルコティクス・アノニマスの名称の団体となった。
1954年、最初のNAの出版物が発行され『リトル・ブラウン・ブック』と呼ばれる。この文書は12ステップと、のちに文書にまとめられることになる幾つかの記事の初期案が記載されていた。
この時点ではまだNAは有益な団体として認められていなかった。初期グループはミーティングを開けるような場所を見つけるのが難しく、しばしば民家で開催しなければならなかった。ミーティングが警察に摘発されないように、薬物依存者が開催会場周辺を見回り監視の有無を確認しなければならないありさまであった。
そこからNAが有益な団体であると認められるまで何年もかかったが、初期の頃でも一部の報道記事はとても好意的だった。
また、多くのNA団体は12の伝統に厳格に従っていなかった（当時は12の伝統は出来たばかりだった）。当時こうした団体は外部の組織から資金を受け取っていたり、AAとNAがきちんと分化していなかったり、それどころかミーティングに宗教的要素を組み込んだりしていた。
様々な理由があって1950年代末には活動が下火になりだした。また、1959年には4ヶ月間どこにも集会が開かれなかった時期があった。これを受けてキノンたちは12の伝統により厳格にしたがうよう、NAの再構築に乗り出した。

### 復興
1960代のはじめ、ふたたび集会が開かれるようになり、徐々に拡大していった。
NAのホワイト・ブックレットが1962年に刊行され、NAの集会の中核になるとともに、後続の全てのNA刊行物の基盤になった。NAのすべての刊行物がズボンの尻ポケットに入る大きさだったので、NAは「尻ポケット・プログラム」とも呼ばれた。ホワイトブックレットは1966年にホワイトブックとして復刊され、このときには多くの依存者の個人的な証言も掲載された。
NA電話相談は1960年に始まった。
また、1963年には最初の「H&I」グループ（参加希望者が施設外のミーティングへ出られないような病院や機関にメッセージを届けるためのNAの下部委員会）が設立された。
同じく1963年にNAを健全かつ12の伝統に厳密に従わせる目的で「ペアレントサービス委員会」（後にワールドサービス委員会に改称する）が設立された。
ややこしいことに、1962年に救世軍も「ナルコティクス・アノニマス」という名の団体を立ち上げた。これはNAとは異なる13ステップのプログラムを採用した団体であったが、長く続かず解体された。
NAは1960年代にかけてゆっくりと拡大したが、この間に何が効果が有り何がそうでないかを学んでいき、薬物再使用率は徐々に下がり、NAグループ同士の摩擦も減り始めた。
1970年代はNAの歴史において急成長の時代となった。
1970年、ミーティングを毎週開催できていたのは20ヶ所に過ぎず、それらは全てアメリカ合衆国内であったが、2年のうちにドイツ、オーストラリアおよびバミューダを含む70ヶ所増加した。
1976年までには、定例ミーティングは200となり、カリフォルニアだけで83ヶ所になった。このほか、ブラジル、カナダ、コロンビア、インド、アイルランド共和国、日本、ニュージーランド、およびイギリスにミーティングを持つようになった。
1981年までに、世界全体で1,100ヶ所にミーティングがある。
ワールドサービス事務所は1977年に設置された。
1971年、第1回NA世界大会が開催され、それ以降毎年行われている。